# Де Фрутос, Хорхе
Хорхе де Фрутос Себастьян (исп. Jorge de Frutos Sebastián; род. 20 февраля 1997, Наварес-де-Энмедио, Кастилия и Леон) — испанский футболист, полузащитник.

## Карьера
Во взрослом футболе дебютировал в 2016 году в клубе «Райо Махадаонда». Впервые принял участие в игре 20 августа 2016 года, выйдя на замену во втором тайме матча против клуба «Сестао Ривер». Де Фрутос забил свой первый гол 29 октября 2016 года в ворота клуба «Герника». Он регулярно выходил в стартовом составе в течение сезона 2017/18, сыграв в 34 матчах и забив девять голов.
1 мая 2018 года де Фрутос подписал контракт с клубом «Реал Мадрид Кастилья», который вступил в силу 1 июля. 25 июня следующего года он перешел в «Реал Вальядолид», выступавший в чемпионате Испании, на правах аренды. Де Фрутос дебютировал в матчах 20 октября 2019 года, заменив Хавьера Мойяно в мачте против «Атлетика Бильбао». 17 января следующего года, всего после трёх матчей в чемпионате, он перешёл в «Райо Вальекано», также на правах аренды.
29 июля 2020 года де Фрутос подписал пятилетний контракт с «Леванте». 17 августа 2023 года де Фрутос вернулся в «Райо Вальекано» по пятилетнему контракту, вновь начав выступать в национальном чемпионате.